# Echinoptilum macintoshi
Echinoptilum macintoshi is een Pennatulaceasoort uit de familie van de Echinoptilidae. De wetenschappelijke naam van de soort is voor het eerst geldig gepubliceerd in 1885 door Hubrecht.